# Clerogenes
Clerogenes é um gênero de traça pertencente à família Agonoxenidae.